# Châteauneuf-de-Vernoux
Châteauneuf-de-Vernoux är en kommun i departementet Ardèche i regionen Auvergne-Rhône-Alpes i sydöstra Frankrike. Kommunen ligger  i kantonen Vernoux-en-Vivarais som ligger i arrondissementet Tournon-sur-Rhône. År 2022 hade Châteauneuf-de-Vernoux 278 invånare.

## Befolkningsutveckling
Antalet invånare i kommunen Châteauneuf-de-Vernoux
Referens: INSEE